# 台灣新年
臺灣農曆春節，傳統稱呼有新正（臺：Sin-tsiann、客：Xinˊzangˊ、馬祖話：Sĭng-ciăng）、新年（臺：Sin-nî、馬祖話：Sĭng-nièng）、開正（臺：Khui-tsiann）、正月（臺：Tsiann-gue̍h，客：Zangˊngied）、元旦（臺：Guân-tàn，客：Ngienˇdan）、新春（臺：Sin-tshun，客：Xinˊcunˊ），又俗稱新正年頭（臺：Sin-tsiann-nî-thâu，客：Sinˊzangˊngienˇteuˇ）、過年、正月正時、舊曆年。是指臺灣漢人從農曆十二月十六尾牙到新年二月初二頭牙期間，慶祝農曆新年的傳統節俗。尤以除夕夜到正月初五隔開（開工）為重。過年期間的傳統稱呼為「新正」，大年初一亦稱為「新正年頭」、「開正」、「正月初一」，拜年稱為「賀正」，與一系列節令、祭祀等活動。
「新正」，即新正朔，為稱呼正月初一之意。進入日治時期，臺灣總督府曾頒布過「廢舊正月」，推廣新曆元旦，惟總督府發行的民曆仍附有舊曆，而民間也曾同時過日式新曆新年與台式農曆新年。戰後，國民政府沿用原中國新年習俗稱呼，改稱農曆春節，遂成通稱。
中華民國國曆（公曆）、農曆二種曆法並行，時序進入二種曆法的一月一日皆謂「新年」，無論是跨年至公曆元旦，或是農曆年的春節，民眾見面祝賀語均可稱「新年快樂」。因二曆法日期不同，使用「新年」並不致混淆，反而是普遍之用法。
臺灣新年風俗隨早年閩粵移民傳入並逐漸在地化後，亦與戰後移民的大量中國南北風俗薈萃。現代社會，部分本土的舊時習俗逐漸式微，或受日式新年習俗影響。臺灣過年與傳統民間信仰息息相關，匯聚了許多宗教科儀、人文藝術與歲時信仰等禮俗，今日仍是臺灣社會全年最重要、盛大的傳統節日。

## 新年傳說

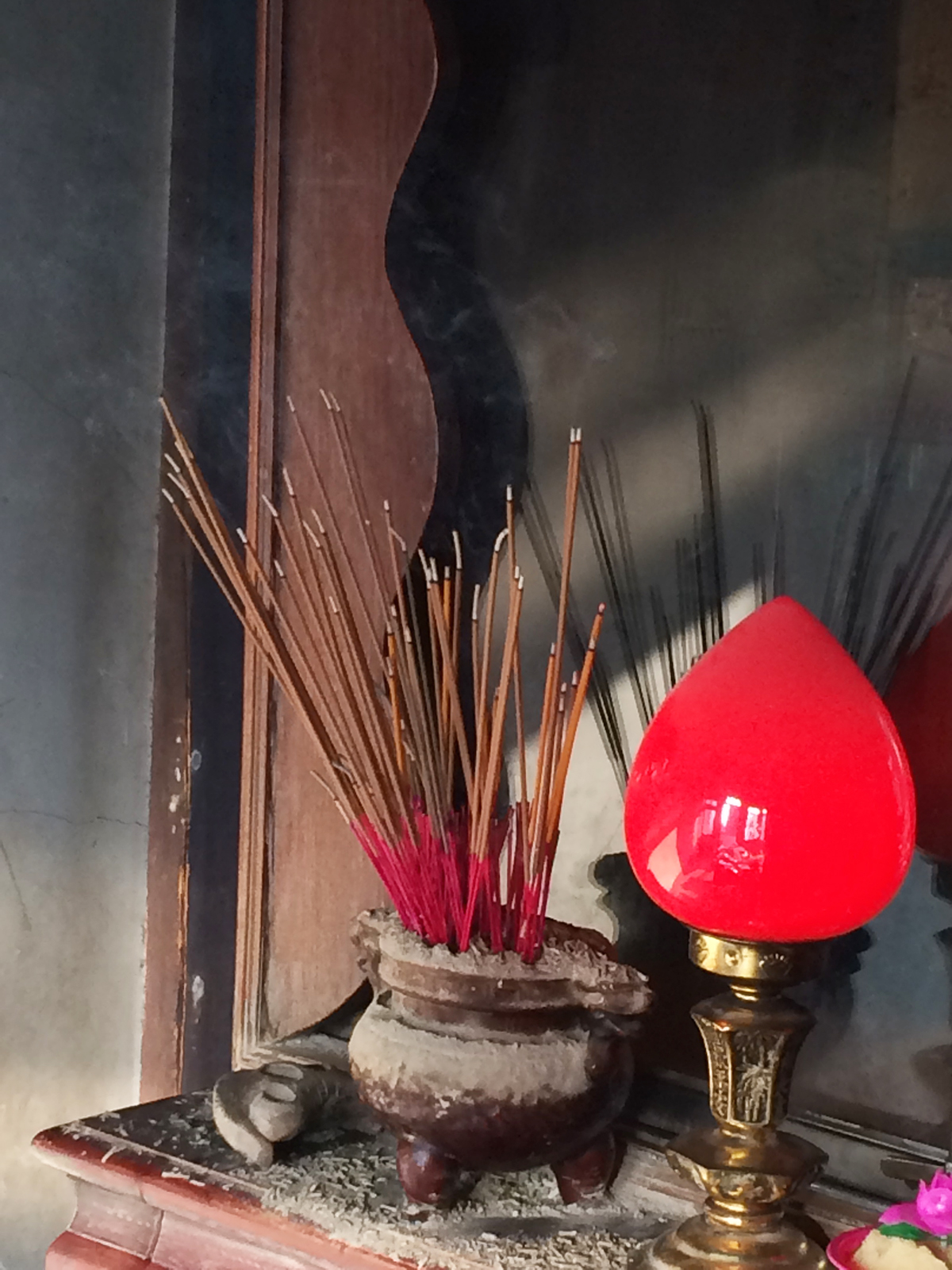
歲末廿九暝（三十暝）時，親族會齊聚一堂舉行隆重的辭年儀式。圖左為香火興旺的祖先爐。圖右為其中一盞「神明燈臺」，其原形即是竹製的油燈架、燈鉤：「燈猴」。

臺灣民間流傳著「沉島傳說」。相傳古代人類年底祭拜各家具的神靈，感謝為人類服務，往往無意間忽略神明桌上的燈猴（油燈架、燈鉤）。有一年，燈猴精心懷不平，向玉帝告狀，控訴人類不知感恩惜福。玉帝聽信讒言而降旨，令四海龍王於除夕降下大洪水（桃園龜山版本為大地動），將臺灣島沉入海中，重建世界。土地公、灶君、床母、門神等器物神及家具神向玉帝勸阻無效便託夢給凡人，於是人們在享用完豐盛的最後一餐後準備迎接末日。後來經觀音菩薩與天上眾神向玉帝求情遂終止。當正月子時一到，臺灣人發現臺灣島未沉，便歡喜慶祝萬象更新，互道恭喜。
或一說，臺灣閩南裔漢人早年在冬至有將圓仔丁黏在傢俱、窗櫺上的習慣，稱為「餉耗」。而因案桌上的燈猴長久沾滿燈油，圓仔無法黏上而被遺漏，引發「燈猴精」不滿，飛返天庭向玉皇大帝控訴人間暴殄天物、不敬神靈。玉帝遣神下凡探查方知人間惜物愛物，歲末收冬處處拜謝眾神，燈猴精所言甚偽，方赦免此浩劫。因而在元宵節往往有「放炮燒燈猴」之舊俗。

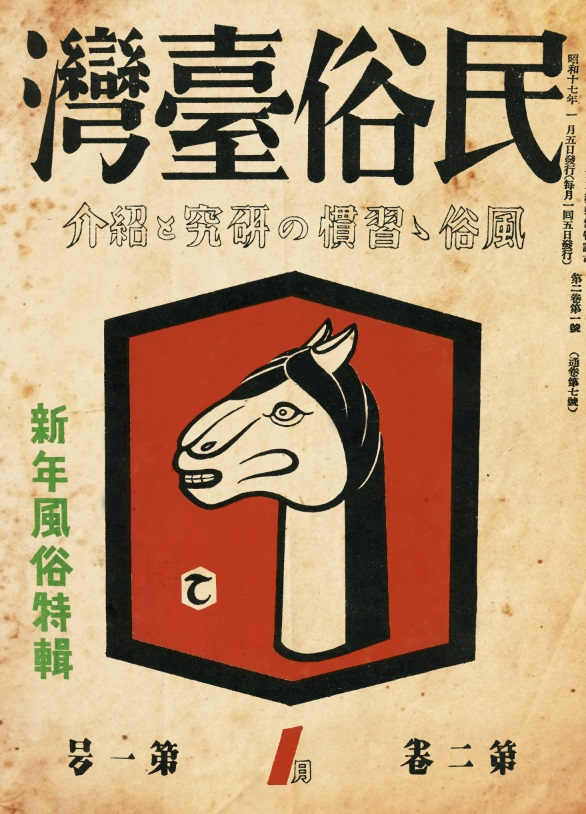
《民俗台灣》等叢書紀錄當時台灣新年行事與考據。

關於燃燒舊「竹燈鉤」之記載可上溯於《彰化縣志》等所刊載，而臺灣最早完整的《燈猴故事》則出現於1936年李獻章出版的《臺灣民間文學集》。爾後金關丈夫、立石鐵臣出版的《民俗臺灣》、東方孝義出版的《台灣習俗》之「灯猿の忿激と越年」篇，也記載著燈猴與台灣年的采風行事，日治警察《語苑》的臺灣話教材中更有篇名為「燈猴の怒」的故事。戰後時代，胡萬川在全台田野調查時，分別在台中清水、桃園龜山、大溪等地收錄到相關文學史料。「沉島傳說」傳說不僅描繪了古代台灣漢人面對天然災害、地理環境的想像，更述說人們從冬至「餉耗」到新正時的行事與習俗、傢俱器物崇拜的傳統民間信仰。

## 歲前節俗

### 尾牙

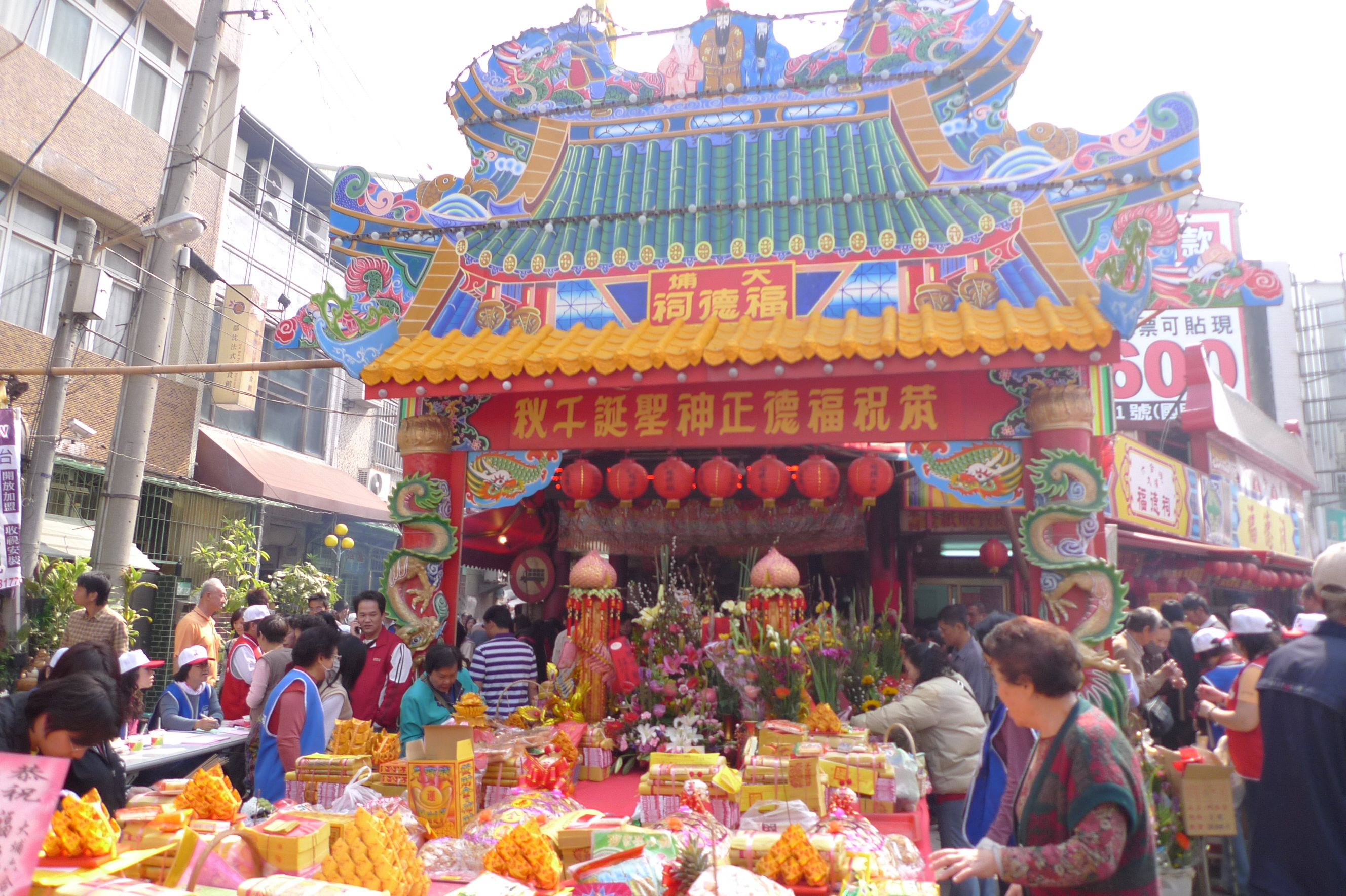
農曆初二、十六人們會祭拜土地公，全年最後一次祭拜稱為「尾牙」，古時農人與商人入夜會宴請家人、並犒賞伙計僕婢。演變至今為企業宴請職員同樂。

農曆十二月十六是謂「尾牙」（臺：Bué-gê / Bé-gê，客：Minˊgaˇ）。是日，農家與商家會準備盛大的牲禮祭祀福德正神土地公，入夜後，則設宴席款待親族與雇傭人。在臺灣民間信仰中，農曆二月初二為福德正神聖誕，因此臺灣的工商業者有著農曆初二、十六拜土地公的習慣。祭品在撤饌後，通常會成為餐點來食用，即稱為「做牙」、「食牙」。因此農曆二月初二為「頭牙」，十二月十六為最後一次做牙，而俗稱「尾牙」。
今日的台灣社會，尾牙拜土地公、食尾牙仍是人們感念一年辛勞並祈求來年利市，不可或缺的習俗。尾牙這天人們會準備豐盛的牲禮、特別是象徵昌盛、興隆的白斬雞（以公雞為佳）、供品祭祀土地公以祈事業、財運亨通。又會備五味碗、燒四方金（北臺灣稱刈金，中臺灣為四方金，南臺灣用九金）、銀紙、金白錢、經衣祭祀地基主。宮廟更會請戲班來酬神，有「傀儡」、「做戲」。而夜裡，人們則會以宴席款待受僱的眾人。除了用於連絡家人的感情外，主要仍是為了回饋、感念職員與客戶一年的辛勞。
古代流傳著一趣俗，僱主會將餐宴中的主菜白斬雞的雞頭對準即將解僱之人。因而有「食尾牙面憂憂，食頭牙撚喙鬚（臺羅：tsia̍h bér/bé/bué-gê bīn/bǐn iu iu， tsia̍h thâu-gê liàm tshuì-tshiu ）」的趣俗。亦代表著舊時台灣社會，主僕或僱傭之間的人情世故。尾牙這天臺灣北部還流行吃刈包、潤餅，由於刈包形似錢包，而潤餅亦像是用紙包著銅錢，因此在尾牙時食用，有著發財、富潤的意涵。惟臺灣南部幾無此俗。
每年時屆尾牙，電視上便會播映著各企業排場盛大的尾牙宴會。而此同時，各地慈善團體亦會舉行免費款待寒士、街友或獨居長者等群體的慈善尾牙。而有些業者若忙於年節業務而未舉行尾牙，多半會於年後舉辦春酒，其意義與尾牙類同。

### 年兜

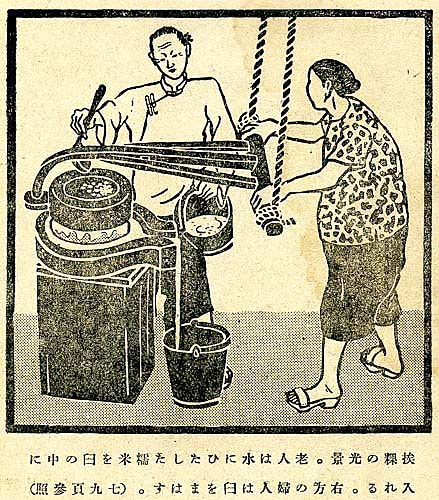
一幅由立石鐵臣所描繪的1940年代臺北艋舺婦孺「挨粿」的圖繪。家家戶戶做粿、炊粿是早期臺灣人年節前一景。

年兜（臺：Nî-tau）指全年歲暮年尾，將近過年的時刻。客家人在農曆十二月廿五則稱入年假（客：Ngib ngienˇga），意為時屆年兜，即已進入新年假期，人們開始過年。一般過了冬節、尾牙後，全年的農事休耕、商業關賬後，人們就會開始準備過年。
粿音似臺灣話「過」，是過年應景、祭祀的米食品。做粿的工序有：挨粿、做粿、炊粿；在早期社會中，被視為準備過年的象徵。製程約在農曆十二月廿四至廿六間。每一種粿皆有其臺灣話寓意：甜粿（食甜甜過好年）、發粿（發財）、菜頭粿（好彩頭）、粿上的紅棗則象徵（食紅棗年年好）。而由外省裔傳入的新年寓意中，年糕則代表「步步高陞」。粿即是客語之「粄」，新年粄圓亦是客家族群全年最重要之甜品。

#### 送神
農曆十二月廿四日，恭送百神返天庭。傳說灶神與眾神將向玉皇大帝稟告過去一年凡間的善惡，所以必須加以敬奉，希望灶神與眾神能在玉帝前美言幾句。送神當日須備牲禮、供品、甜湯、四果供奉，另外燒金紙、放炮仔，並焚化紙馬（或神馬、雲馬、雲馬總馬）。雲馬、神馬與雲馬總馬等，都是類似的紙錢，是繪有馬、馬車或轎子等圖案的黃紙；相傳是能助眾神登天的交通工具。送神的翌日，即廿五日，玉皇大帝會派遣代天巡狩之神或其他天神，代替在天上述職的眾神，到凡間考察善惡，稱為「天神下降」，舊俗當日不可曝曬褻衣、內褲，忌諱口出惡言。現代社會則可視實際需求取捨。同樣為求方便，現代尾牙拜土地公、司命竈君（灶神）與地基主等程序，多會一併在送神時祭拜。

#### 挽面
農曆十二月廿五日，已婚婦女會挽面、剪髮、修整儀容準備過年，因此俗諺又稱「廿四送神，廿五挽面」。「理髮」、「挽面」象徵從頭開始煥然一新，因此會有不少人在過年前理髮、修飾與美容，期許以新氣象、迎接忙碌的賀年行事。在古代尾牙後，全民進入年兜的年關時節，理髮店因此會增加理髮費。

#### 清黗
清黗，或異作清囤、清屯（臺：Tshing-thûn、客：Qinˊtunˇ），又稱大拚掃（臺：Tuā-piànn-sàu，客： Tai biang so）、清炱（臺：Tshing-te）、摒厝（臺：Piànn-tshù）、筅黗掃（臺：Tshíng-thûn-sàu）、筅堂（馬祖話：chēng-dòng）等詞。筅黗意為「清理煙囪的煤炭」，後來便引申為是「大掃除」之意；亦有學者指出其為「撣塵」之音轉，語出《呂氏春秋》，即是字面清除灰塵之意。臺灣民間認為家中除了奉祀的天神、地祇外，還有窗牖神、家具神等「傢俱器物神」。除了要在冬至時「餉耗」眾傢俱神外，平時為避免冒犯神靈，有不得任意更動神位、神主、神像或傢俱擺設的民間禁忌。唯有在送神後，才能對安奉神位與祖先牌位的神龕、觀音媽聯、案桌（尪架桌與八仙桌等祭桌）進行除舊布新、清潔整理。
宮廟中的筅黗為隆重，清掃人員需身著禮服、頭戴竹笠，向神明行參香告由之儀式後，方能進行清黗。每年的「國家清潔週」亦定於此時。

#### 年貨
年貨種類豐富，舉凡食衣住行與祭祀、食材、年飾、應景物品，與較為珍貴的南北貨與唐山貨品皆能在年貨市集中採買。古期的貨品物流透過舟船運送，因此南北往來的貨品交流，促成如大稻埕迪化街、三鳳中街等專門的南北貨埠聚落因此興起。俗諺：「囝仔愛年兜，大人鬧嘈嘈」是指辦年貨時的熱鬧景況。

#### 甜料

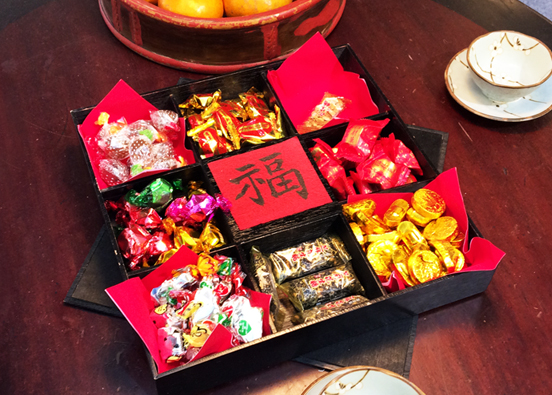
「食甜甜好過年」，盛裝著過年甜料的「糖餅盒仔」，用以賀正、祭祀與廳堂擺飾用。

過年的糖餅可分為祭祀用的「甜料」與零嘴。祭祀時常見「寸棗」、「生仁」、「麻粩」、「米粩」、「團圓豆」、「糕仔潤」、「冬瓜糖」、「發粿」、「甜粿」等饒富吉慶寓意的甜料。主要用來祭祀神佛、祖先、地基主外，亦可作為拜年時的年節茶料、零嘴。這些年糖、甜料會放置在作工細緻、裝飾精美的竹藝、木藝、漆藝等工藝品中，被稱為「糖餅盒仔」（臺：thn̂g-piáⁿ-a̍p-á）或糖餅觳仔（臺：thn̂g-piáⁿ-khok-á，小型器皿），甚或竹篾編織而成的糖餅盤中，成為年飾之一。人們互相賀正時，通常主人家會先道：「新正恭喜恭喜」、此時賓客則邊伸手拿取品嘗，邊祝賀吉祥話：「食甜甜大趁錢」或「食甜甜好過年」。現代人的年糖種類更加多元，廣義的甜食、零嘴如巧克力、糖果、小餅乾等零嘴都能稱得上是年糖。古代，拜年款待賓客是在盤子上放上五種辛味食材、中間放上餅皮的「辛盤」，後來才演變成今日以祭祀的傳統甜料、與現代糖菓西點為主的年糖；而糖餅盒，則多半改為塑膠製品，惟造形仍多以圓、方形為主。
傳統祭祀及常見的年節甜料
- 寸棗（脆支、棗枝、春棗）
- 生仁（天公豆）
- 麻荖、米荖
- 米果
- 福圓（龍眼乾）
- 糖蔥
- 團圓豆
- 桔餅、桔糖
- 甜粿
- 糕仔（糕仔潤，台式小糕點）
- 冬瓜糖
- 芝麻糖
- 核桃糕、松子糖
- 花生糖
- 麥芽糖
- 麻花卷
- 水果飴
- 土豆
- 豆干
- 瓜子
- 紅棗
- 棗仔
- 發粿
- 鳳梨酥
- 牛軋糖
- 陳皮梅
- 冰糖
- 盒仔餅（傳統台式大餅）
- 巧克力(外包裝成金幣、金魚、金元寶之形)
- 西點茶點

#### 年飾
過年前人們會用各種年飾佈置家居，年飾除作為慶祝新年的裝飾外，也有迎春招福、鎮宅化煞的功用。古早時年飾有春聯、「五彩福符」、掛著寫著「西方佛祖」白字的黑布與將柳枝與蒜根綁在一起掛在門頭的鎮宅器；前者期用佛祖之力，鎮宅驅魔。另外，燃華燭、疊柑塔（柑緟，臺羅：kam-thōng）、飯春花、掛尾甘蔗、葫蘆、元寶吊飾、松柏、金桔、金棗盆栽或搖錢樹都是常見的飾品。
| 名稱         | 寫真 | 概述 |
| ------------ | ---- | --- |
| 框對（對聯） |      | 臺灣話稱門聯（臺羅：mn̂g-liân）、春仔（臺羅：tshun-á），是古代「桃符」之遺風，爲張貼於門楣或是家居各處、角落的年飾。早期社會的春聯較講究，年市常見現場裁製、造辭、揮毫春聯的師傅或士紳、書法家，以毛筆書寫書法字體在紅紙上，現今社會則大多被印刷華麗、現代風格的春聯取代。以前若為喪家，嚴制需貼青聯、慈制則貼黃聯，現今若遇故，則撕毀春聯，守孝期間遇新年則不貼春聯，直到「換紅」方可再貼。 |
| 門心（門葉） |      | 貼於大門兩扉的叫做「門心」或「門葉」，等於古代的「神荼」與「鬱壘」，如「迎春」「接福」、「大吉」「大利」、「百福」「千祥」、「吉祥」「如意」等，也有以七字對聯形式呈現的。 |
| 門神         |      | 貼於大門兩扉，有「文門神」與「武門神」。在福建馬祖地區，年前地方民意代表會印贈門神圖分送各家戶。居民會換下舊門神圖、舊春聯，清洗大門後張貼新的門神圖。 |
| 春條（揮春） |      | 是單條書寫的吉語，如「恭賀新禧」、「抬頭見喜」、「龍馬精神」、「吉慶有餘」等，多貼於房門、牆壁上，呈長條狀。 |
| 張燈結綵     |      | 燈籠與八仙綵是喜慶的年飾與吉祥物。臺灣著名的燈籠有：鹿港的傳統竹篾燈、掛於宮廟與神明廳的宮燈與普羅常見的傘燈。上題吉慶文字包括：「國泰民安」、「風調雨順」等。結彩則是為了襯托喜慶氣氛，掛在門額上的長形刺繡布綢，常見有：「八仙彩」、「紅綢布彩」。臺灣北部較多懸掛「八仙彩」與「紅綢布彩」，南部較無此習慣，但若有宮廟做醮、刈香亦會發送彩布，或者題有代天巡狩、「仝沐神恩」、「神庥永被」等字樣，有鎮宅化煞的功能。 另有一種條狀的長方形春聯，上面印有吉祥字句（如「富貴吉祥」、「五福臨門」、「招財進寶」等）及財神、童子、八仙的圖案，稱作的名稱有橫彩、彩條或彩帶，為門錢（門簽）的一種，常張貼於橫批門楣下方來增加節慶氣氛及趨吉辟邪的功能，橫彩門錢張貼不限地域，在臺灣各地都有人張貼。 |
| 福符         |      | 臺灣話稱「五福」（臺羅：gōo-hok）、「福符仔」（臺羅：hok-hû-á）；客家話稱「五福紙」（客語白話字：ńg-fuk-chṳ́），是貼於門楣橫批下方的桃符，最早為五方色，上面有福祿壽的圖案及「天官賜福」、「五福臨門」、「金玉滿堂」和「福」的字樣，象徵迎春納福。「五福紙」春聯常見在中南部鄉鎮（特別是渡臺開基祖之籍貫為泉州府的鄉鎮）與客家地區，在臺灣北部大部分懸掛「八仙彩」、「紅綢布彩」或橫彩門錢，較少張貼「五彩福符」。 |

### 辭年

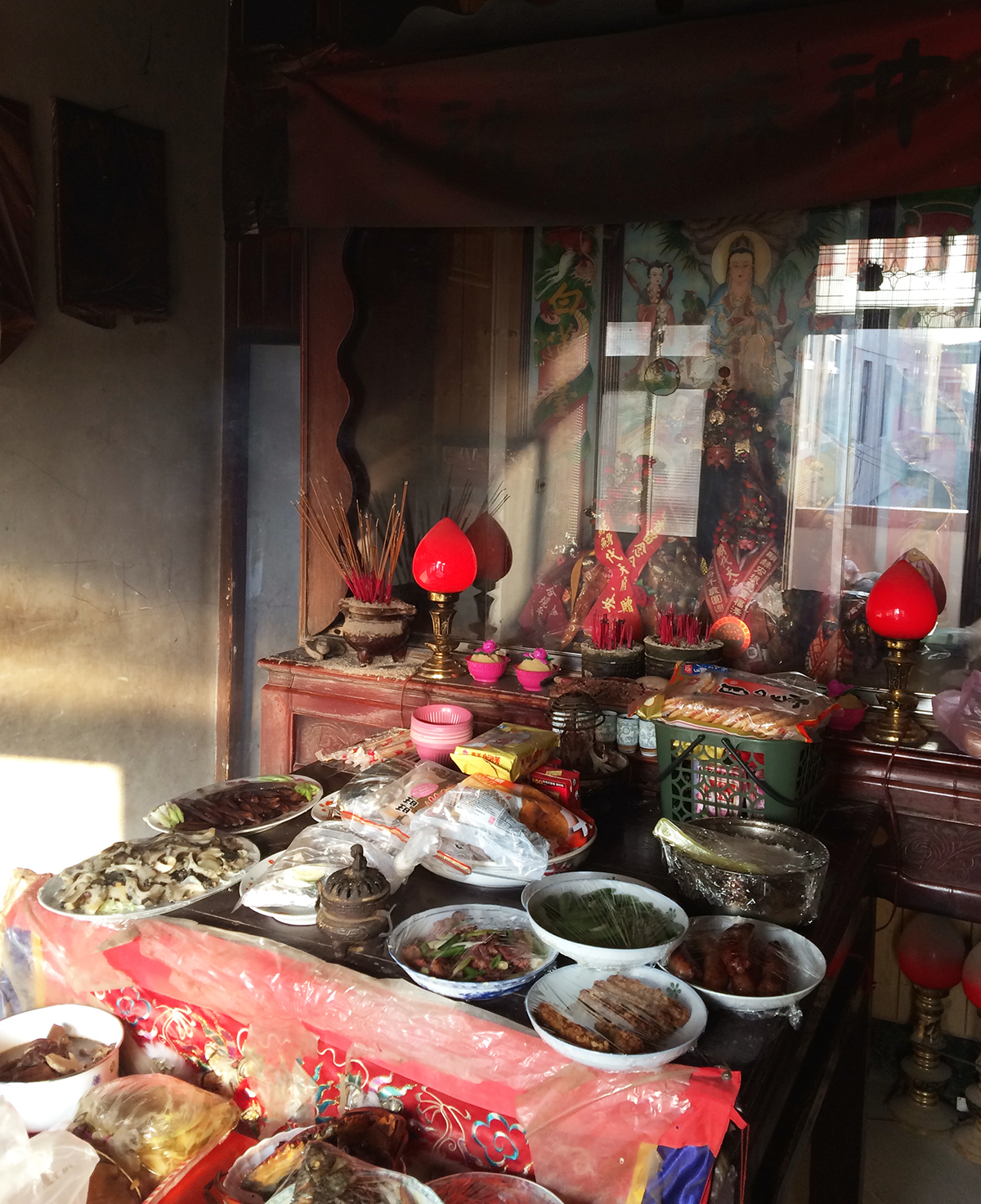
辭年祭祖，寓意「告辭舊年」，緬懷神佛與祖先一年來的庇佑之意。廳堂的「尪架桌」與「八仙桌」前，多延伸了一張祭桌。

過年暝為全年的歲末最後一日、除夕，臺灣話又稱「二九暝」（有時是「三十暝」）、「過年暗」、「年兜暗」等、客語稱「年三十暗晡」、馬祖話稱「做歲」。今日需進行辭年儀式，寓意「告辭舊年」並緬懷神佛與祖先一年來的庇佑之意。所有親族無論身處何方，皆需返回原鄉與家族團聚。
實際上辭年儀式細分為祭拜佛祖、神明、地基主、門神與祖先等階段，祭祀對象不同，供品亦小異。臺北一帶辭年只祭祖，到了正月初一凌晨才祭天，上午禮佛；新竹一帶則在小年夜或除夕上午則先祭拜玉皇上帝與天地眾神，除夕下午祭拜祖先。南臺灣則只祭拜神明、祖先等，不祭天，到正月初九玉皇誕才祭拜玉皇上帝。
辭年各家供品不同，大致有三牲、年粿、發糕、湯圓、麵線、水果（柑塔）、米飯（飯春花）、長年菜、五味碗甚至神豬、神羊、罐頭塔等，全家族齊整衣冠，行三拜九叩稽首之禮。飯春花為年飾之一，為插在飯上的鮮豔紙花，春的臺灣話音似「剩」，插置米飯上象徵「歲有餘糧、年食不盡」，又稱「長年飯」。
古人，過年也是「結婚季」；當時許多臺灣人相信，若婚禮不確實依照禮節履行祭天、六禮，便會受到天譴，但送神日之後，下凡來代天巡狩的天神事務繁重，只管殺人放火的大事，不管民家雞毛蒜皮的小事。因此人們習慣在送神完後，便舉行簡單隆重的婚禮，不受繁複的禮節拘束。尤其是除夕有祭天、祭祖，有圍爐，張燈結綵，筵席已備，幾乎與婚禮所為相同，人們基於迷信與節省心態，因此又習慣在除夕時結婚，尤其是將童養媳強迫「過門」、「合房」的戶內婚制。

#### 圍爐
古代臺灣人圍爐的原形即在桌下放置一火爐，而延著火爐邊環繞、放置銅錢。至今臺灣民間仍有在圍爐時，桌上放置火鍋，桌腳下擺放火爐的習俗。臺灣話中，形容一家人、家庭的「一家火」、「一口灶」、「一口竈」與「做火」等詞，即源自於圍爐時，家人圍繞著爐火，祈願來年前途光明、家運旺盛的寓意。此時通常也是發放紅包的時候，象徵一年食物豐饒且招財聚寶。
- 臺灣話寓意

菜頭代表「好彩頭」、魚丸、蝦丸、肉丸代表三元：「歲之元、月之元、時之元」，又代表「團圓」、全雞代表「食雞起家」、炸物代表「家運興旺」、食蚶代表「發富發福」，食後的蚶殼放於床下為吉兆、韭菜代表「久久長長」、豆干代表「陞官」、長年菜象徵長命百歲，與壽桃、壽麵、壽粿相同。臺灣四面環海，魚料理也是臺灣傳統年菜之一，但並無「年年有餘」之寓意。惟「魚」（hî）之臺灣話偏漳音音似「年」（nî），因而有「食魚好過年」之臺灣俗語。。
- 客家話寓意

「四炆」：肥湯炆筍乾、鹹菜炆豬肚、炆爌肉、排骨炆菜頭，「四炒」：炒肉、鹹酸甜、豬腸炒薑絲、鴨紅炒韭菜；雞蛋料理代表「有食有存」、長年菜亦同「長命百歲」，另可製成福菜、鹹菜、梅干菜 、「白斬雞」保留頭尾腳翅部位，代表「四點金」。
- 北京話寓意

魚料理代表「年年有餘」、年糕代表「步步高陞」、水餃形似元寶代表「招財進寶」、八寶飯代表「五穀豐穰」、上海鬆糕代表「步步高陞」、山東棗發饅頭代表「早點發財」。
- 馬祖話寓意

馬祖稱「蛋」為「太平」（馬祖話），故備有滷蛋等蛋料理。「豆腐」音同「豆官」，表示「當官」、「芋頭」表示愈來愈出人頭地。馬祖年菜多用紅糟，如紅糟雞湯、紅糟鰻魚、紅糟五花肉等，充滿紅通通的喜氣顏色。
- 長年菜

長年菜為「過年菜」，象徵「長命百歲」。嘉義以北為芥菜，以南則是菠菜，在年兜前，用清水煮食，不去頭尾亦不切，象徵「有頭有尾」、「綿延不絕」。

#### 小年夜
小年夜是大年夜（除夕）的前一日。在大年夜時全家要團圓，而通常外地的家庭成員都會提前回家，因此大年夜前一日，幾乎就已經全員到齊，開始圍爐團圓，因此稱為小年夜。小，有非正式，但具有正式節日的意味。像小週末，還不是正式的週末，但已有週末的感覺。小年夜夜子初（23時）過後要拜天公（天公即玉皇大帝，是民間奉祀的位階最高神），許多人改為初一的一大早去天公廟，或各大奉有玉皇大帝的廟宇祭拜。

#### 除夕
除夕（大年夜）：臺灣閩南話稱為過年暗，又依農曆十二月大小月，分別稱為三十暝／二九暝。過年前數日，各家便開始蒸年糕，年糕有甜鹹之分，稱為甜粿、鹹粿。甜粿以糯米作成，亦有添加紅豆者，俗諺稱「吃甜甜，好過年」；鹹粿則以在來米製成，如前一年家中曾有喪事者則不做年糕，由親友鄰朋致贈。通常臺灣民間都在正月初一或除夕當日，或者是前一、二日更換春聯、門神，隨時代演進，亦有不貼門聯春聯，只貼「恭賀新禧」、「恭賀春釐」、「恭喜發財」、「招財進寶」等「小春條」、五福符或橫彩彩條。除夕當日上午先祭祀家中神明及祖先。祭神後，會於神明香爐上插上紙作的紅花，即「春花」；祭祖之後，則會擺上發糕及米飯各一，插上紙作的紅花，稱為「飯春花」。下午則祭祀地基主。有人也會順道祭祀好兄弟，又稱「拜門口」。當晚則圍爐，吃年夜飯，並吃長年菜。所謂長年菜一般是帶根的菠菜（俗稱菠菱仔菜以南部居多），也有用芥菜（俗稱刈菜，以中北部居多）者。依舊俗，農業社會中一年的欠債，須於除夕前還清。所以臺灣俗諺中調侃手頭經常窘迫的人為「天天二九暝」。

##### 守歲
守歲有著為父母祈求福壽的寓意，又稱為「長壽夜」。古代臺灣人於除夕時有著「壓除凶事」、「驅鬼」之風俗。除夕夜以黑鴨祭祀神明祈求壓除凶事；兒童則會購買口含鴨血、豬血或生肉的「紙虎」於門戶外焚燒；用以驅邪辟凶。
早期在除夕這天，人們辭年、圍爐會在院埕進行「跳火盆」的獨特遊藝。古代社會慎重其事，新正元旦一屆，家族成員著新衣齊聚廳堂，長幼依序向神明、祖先行三拜九叩的「稽首大禮」，禮畢燃放鞭炮慶賀元旦，稱為「開正」。現代社會，人們仍多半守歲至午夜。
在除夕夜時，於佛寺所舉行的除夕撞鐘之俗。在悠揚的誦經、梵唄聲中，敲響108響的梵鐘，象徵消除108種煩惱。全國較知名的撞鐘儀式為臺北法鼓山法華鐘。於2007丁亥年首次撞響。
守歲時，人們通常會觀賞在除夕當晚放映的應景節目。除夕夜用完年夜飯後，觀賞由各家電視臺推出的綜藝節目，已是現代人過新春的習慣。內容大多為才藝表演、遊戲競賽、古裝話劇與外景節目等，另外，近年類似跨年晚會般的歌舞表演也是受到歡迎的除夕節目類型。

## 新正節俗

### 新正年頭

#### 新正

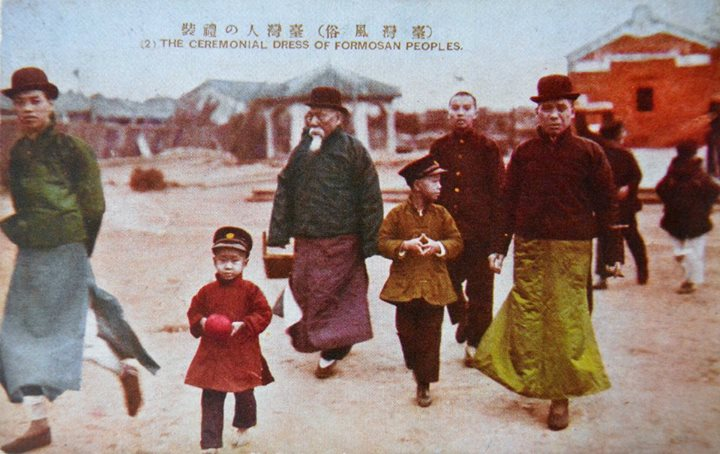
日治時代人們於新年時，身著中式、日式與西洋式禮服前往廟宇、神社「初詣」、走春參拜。

圍爐完，發完壓歲錢後，家家戶戶即開始通宵達旦慶祝、聚會或觀賞除夕節目，準備辭歲迎新。新年子時良辰一到，親族齊聚一堂，廳堂奏《天官賜福》、《滿福天官》等「鬧廳八音」名曲（歕春），長幼依序行三拜九叩的稽首大禮恭迎新正到來。家戶點燭獻香祭拜玉皇大帝、眾神明、燒化紙錢與點燃炮仔，飲甜茶互相祝賀新禧後，即完成「開正」，便可就寢。同一時，戶外更有大批民眾群聚各大名剎參拜；道教的「福開廟門」、「搶頭香」，佛教的「除夕鐘聲」皆在此時舉行；子時一到鞭炮煙火齊放、鐘鼓齊鳴、哨角大奏，善信絡繹不絕參拜。開正一刻，可謂舉國歡騰。

##### 賀正
正月初一，古稱元旦（今日的元旦通常指新曆一月一日），人們起大早，梳洗乾淨，身著新衣盛裝準備豐盛的新正祭品、牲禮，在神明廳或宗祠祭拜列位正神與堂上祖先後，全家上廟宇上頭炷香，又稱為「行香」、「行春」。行春即「走春」，意味著「愈行愈剩」。人們會選擇對好吉兆的方位作為出行第一步，臺灣人舊時迷信若新年往吉兆的方向出行，便會遇到福神，代表「利年」。
新正期間逢親友說吉祥話的傳統，被稱為賀正（台羅：hō-tsiann, hō-tsìng），又通稱「賀年」、「拜正」、「拜年」。拜年原形是：賀客先準備一張紅色寫著賀客姓名的「刺賀」（賀年卡、名片之前身），到親友家拜正，讓主人家收下，貼在正堂牆壁上，以象徵沖喜、人氣廣。而賓友到訪、省親時，通常主人家會在正廳準備冬瓜糖、生仁糖、寸棗、龍眼乾等新年甜料（年糖）款待，並禮尚往來，互道吉祥話。農曆元旦是民間認定的元始天尊誕辰，是國定道教節、未來佛彌勒尊佛生日，為台灣民間信仰、道教、佛教與一貫道諸位神佛的聖誕、紀念日。因此可見到全國各大宮廟寺宇，聚集著攜家帶眷、盛裝前來的善信來參拜、祝禱，以祈求來年閤家平安、萬事如意。
元旦之日，臺人習慣初一清菜，說是「初一早食菜，較贏食一年齋」，正月初一喫素勝過一年喫素，就算不能全日食素，清早（日出到早上11時之前）也要喫齋，認為元旦第一餐喫齋，代表了今年都喫齋了，至少到午時之前也不殺生，就是有蚊蠅蟑螂，也都驅離，不殺。由於素食的關係，一派人會喫稀飯配麵筋、醬瓜，這叫作「一朝清淡」。也一派人忌喫稀飯，故喫乾飯配醬瓜，說是「初一飯若澹，一年出門予雨淋。」（初一飯若溼，今年出門都淋雨。），如果喫稀飯一整年都容易淋雨。如果務農者當日喫稀飯，該年會有大雨會將田埂沖垮。外省人則認為，正月初一必須喫乾飯。窮人、病人才喫稀飯。
午餐以後，一般人亦不會重新烹飪，只蒸熟除夕的年菜或剩菜食用，說是「年春」（去年所剩，年年有餘之意）。由於古代人用薪柴生灶火不易，同時為了答謝神佛庇佑去年平安度過，因此人們便有清菜素飯之習俗。事實上，初一到初四家事禁忌之多，最主要是為了讓終年忙於打理家政的勞動婦女可以放假、免於辛勞的含義。
傳統認為，正月初一這一天不服藥，也不喫補湯。如果因病一定要服藥或喫補湯，有避免禁忌的做法，就在服用之前或後，自言自語說：「新年食糖水」或「新年食甜湯」幾個字即可。如同把碗打破時，說「新年弄破瓷，金銀珠寶滿滿是」或「新年弄破碗，銀票多若紙」一樣（外省人稱「歲歲平安」）。
正月初一這一天，商人亦有象徵性的「開筆」習俗，即是在萬年紅紙上書寫「正月開筆春，萬事大吉昌」十個大字，代表開始做新賬。
古人認為，正月初一跟初二是「水神出遊」日，在尚未有自來水的古代，人們在正月初一或初二到井邊汲水，或者到溪邊洗衣服，需在井邊或溪邊祭祀、燒紙錢，或至少拋擲金白錢等紙錢一張，或擲落一個銅錢，即給予水神（龍神）報酬，才能汲水，否則會觸怒水神。或者乾脆到初三才洗衣服。又有說長髮女子不允許在正月初一、初二洗頭，此種禁忌，皆意謂「飲水思源」、「珍惜水資源」等，類同「愛水」與「惜水」的意思。現有民間玄學老師，說正月初一與初二不許洗澡、洗髮、洗衣等，說如果違反此禁忌，則會「洗掉財運」，則毫無道理。

##### 歕春
「歕春」、「鬧廳」為古早新正期間，一支演奏正八音的鼓吹隊、藝能人。每當聽到炮仔聲，便知歕春到村里演奏了，樂畢，村民即賞以紅包。歕春的曲目，是臺灣的傳統音樂「北管亂彈」、「客家八音」，用於喜慶、新春、迎神、祝壽等場合的音樂。廣義的歕春除了八音外，還包括了舞龍、舞獅與跳加官、扮八仙、搖錢樹 等。臺灣話「逗鬧熱」即是形容圍觀的盛況。現今，街頭歕春的習俗漸較少，都市的新年音樂多被國語新年歌曲、臺語新年歌曲與現代國樂取代，而新正奏鬧廳音樂的習俗多半存於中南部或鄉鎮中。
| - 北管亂彈《天官賜福》 （页面存档备份，存于） - 北管亂彈《三仙祝壽》 （页面存档备份，存于） - 北管亂彈《醉八仙》 （页面存档备份，存于） | - 北管亂彈《百壽圖》 （页面存档备份，存于） - 北管亂彈《松入風》 （页面存档备份，存于） | - 客家八音《新義錦》 （页面存档备份，存于） - 客家八音《大團圓》 （页面存档备份，存于） - 客家八音《倒吊梅》 （页面存档备份，存于） | - 客家八音《二八佳人》 （页面存档备份，存于） - 現代國樂《花好月圓》 （页面存档备份，存于） - 現代國樂《金蛇狂舞》 （页面存档备份，存于） |

#### 初二作客
正月初二為已婚女子歸寧之日，俗稱：「轉後頭」、「轉外家」，現代標準漢語稱「回娘家」。古代視女子出嫁後為外人。首先由女方阿舅或晚輩親迎返鄉夫婦，歸寧的一方通常會準備「伴手」、「等路」禮物。舊俗迷信初二之前已出嫁之女子不得回娘家；宴請男方夫婿得在中午舉行，而歸寧的婦女也需在傍晚煮晚飯前離開，否則據說會分掉娘家之福。現代社會的迷信舊慣已式微，而基於男女平等的觀念，也有男方在女方家過年的。

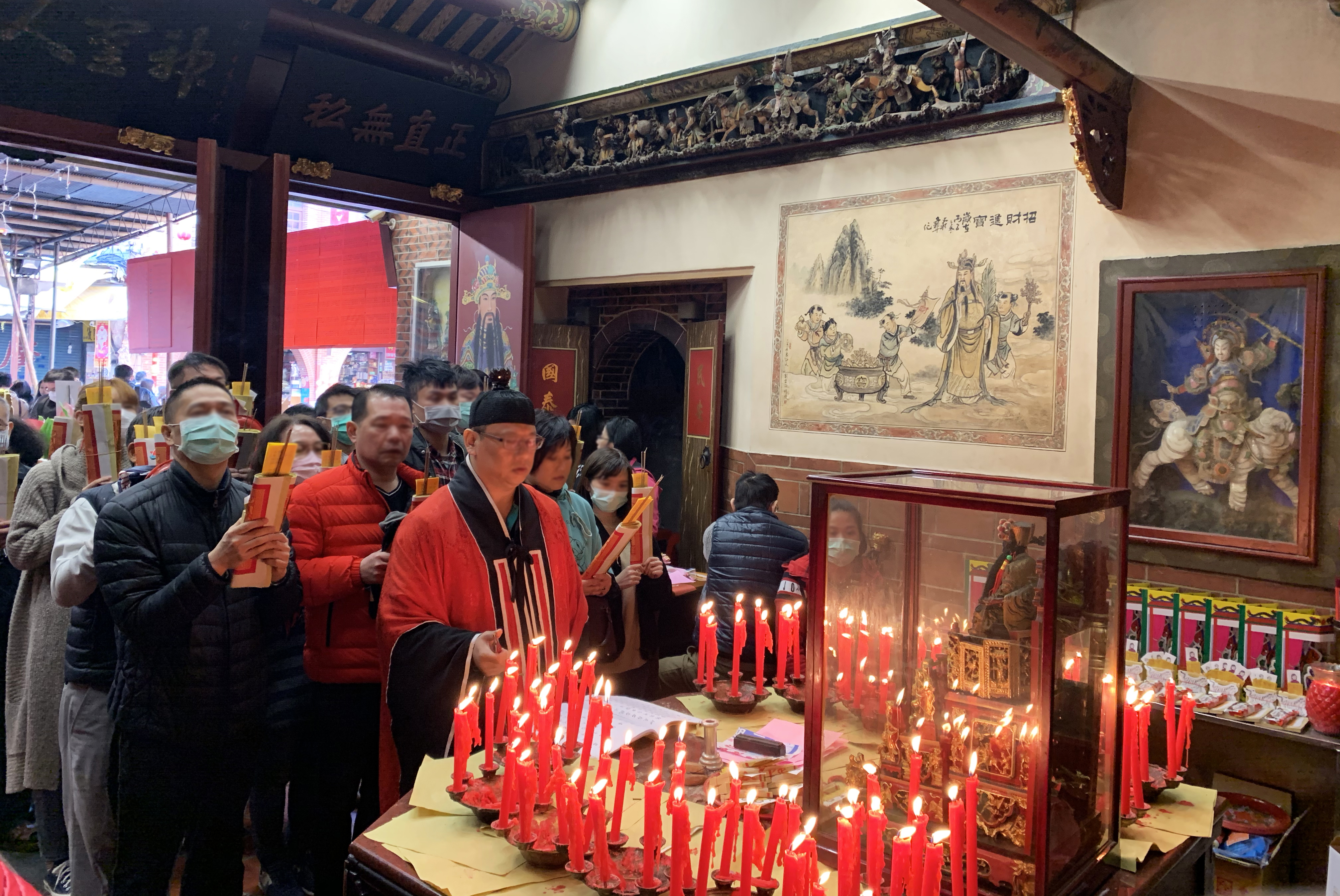
民眾於新春期間走訪廟宇參香祭改，祈求來年平安。

#### 初三老鼠娶某
正月初三為農曆天狗日，同時是台灣民間傳說《鳥鼠娶某》（《老鼠娶親》）的嘉禮之日。意指初三須早早熄燈就寢，勿打擾老鼠娶親的好事。由於古早時代從年兜開始準備新年的事務繁多，到了初三正好全天無相關禮俗；本日又為農曆赤狗，諸事不宜；又說「赤」相關於貧窮的臺灣話「散赤」，不出門拜年，怕犯沖。人們正可於本日好好休息，早睡晚起。初三這一天，人們相信早早熄燈能不打擾老鼠迎親成親，或是為了人鼠共處減少鼠害，可在鼠族出沒角落，放置鹽、米等「米粧」送給老鼠的迷信。

#### 初四接神

接神日廟宇會舉行隆重的儀式恭迎眾神明回到人間

正月初四為台灣民間信仰中民間眾神重降凡間的日子，故稱為「接神日」。家戶需準備牲禮、素果、水酒、年糖、金紙與甲馬等供品。民間流傳：「送神風、迎神雨」；指送神時若起風，即神明已返天述職，接神日若下雨，便是神明已重返凡間。

#### 初五隔開
正月初五為「隔開」
、出年關、開春、開市或開工。人們需開始正常生活，廳堂的新正祭品、供品有些較為講究的商社或公司行號，會在元宵以前，擇黃道吉日舉行開工祭祀儀式，並舉行新春團拜或春酒。

#### 初六祖師公生

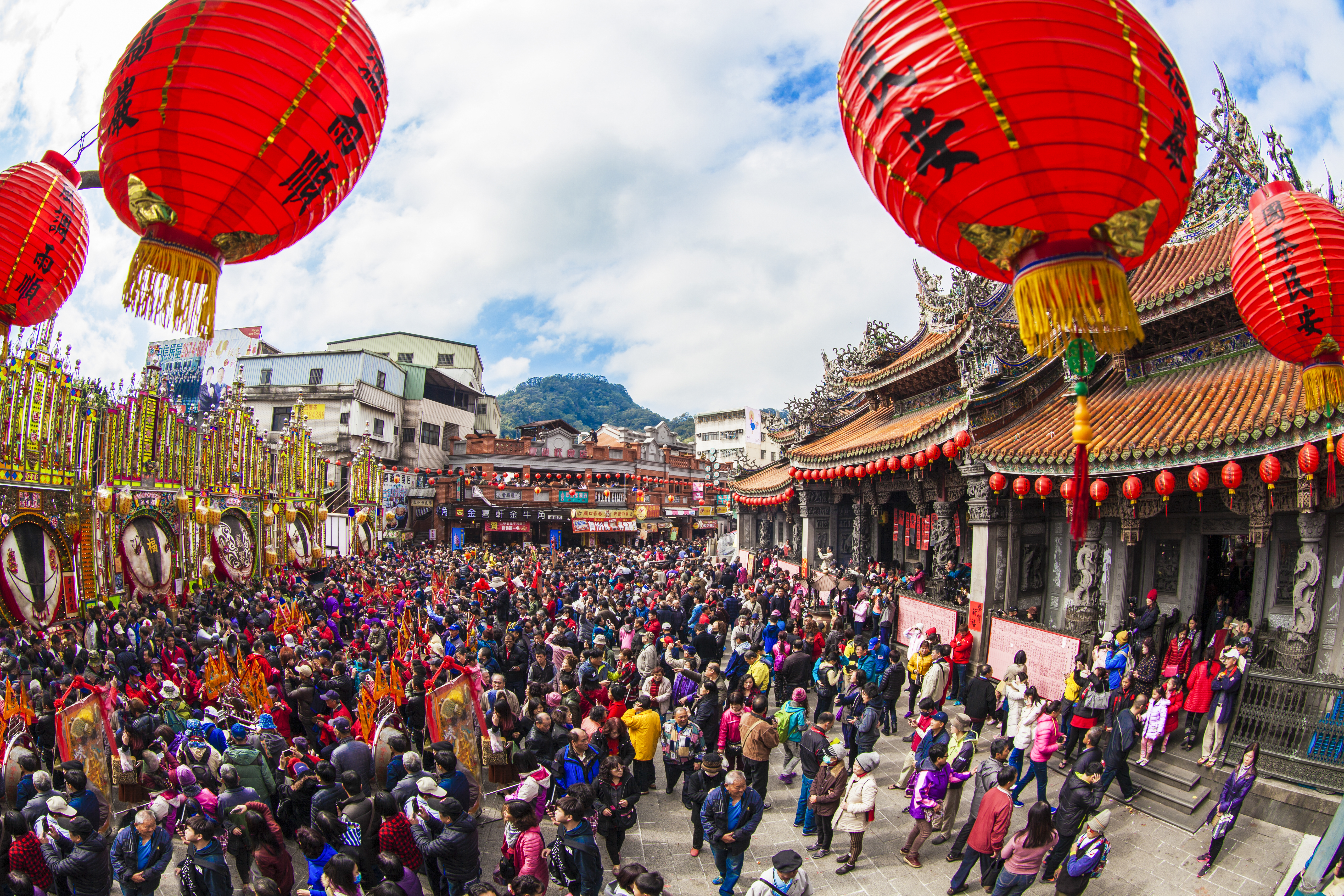
三峽祖師清水祖師公聖誕慶典

正月初六是閩南安溪的守護神清水祖師（祖師公）聖誕，由於泉州安溪移民後裔佔臺灣漢人人口不少，尤其台北地區，祖籍安溪的人口，佔閩南人的一半，全臺各地祖師廟亦為數甚多，都有慶祝活動，三峽祖師廟有「神豬」祭神的習俗。

#### 初九天公生

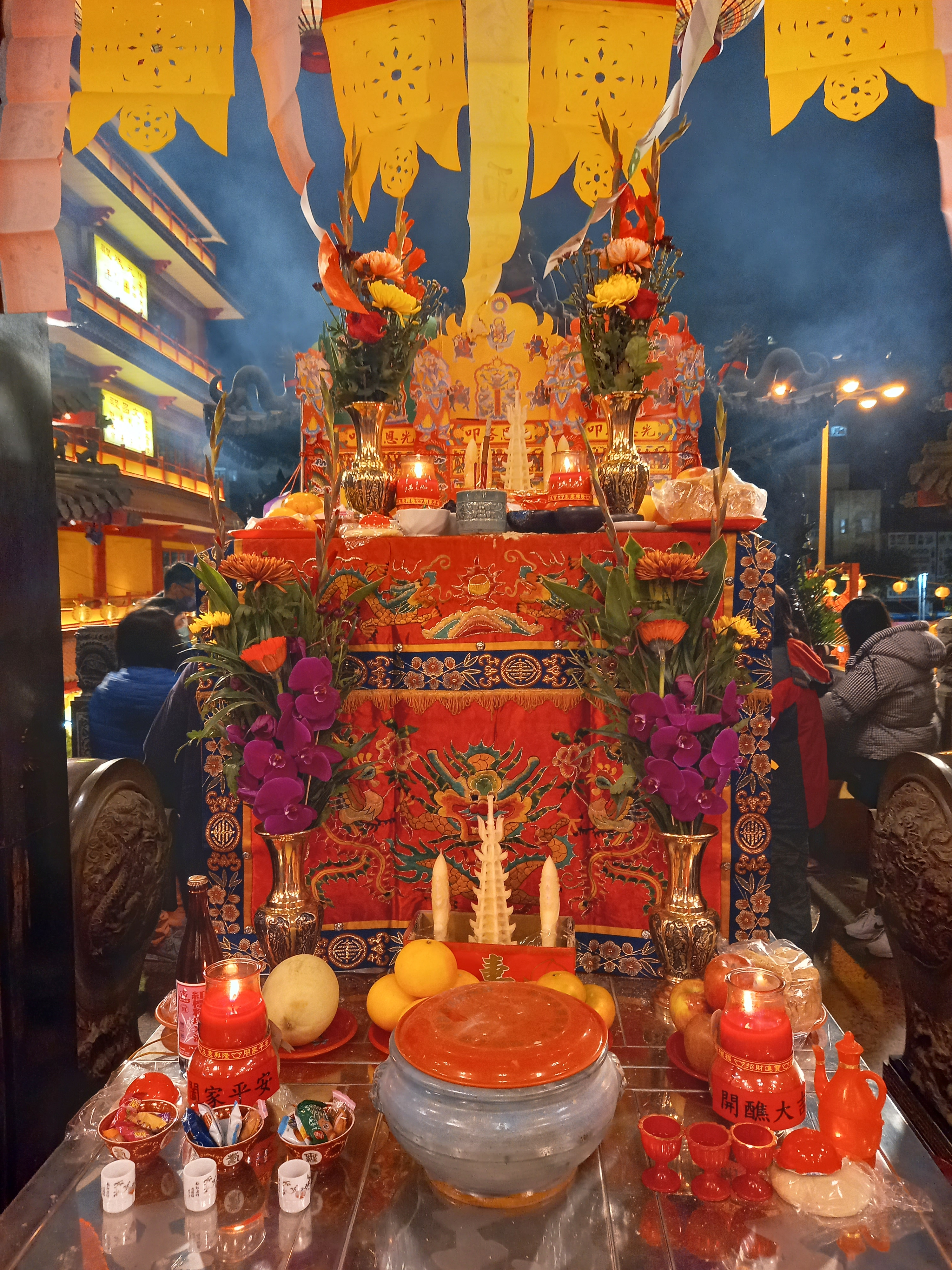
祭祀玉皇大帝(天公祖)的祭壇，上桌擺有天公座

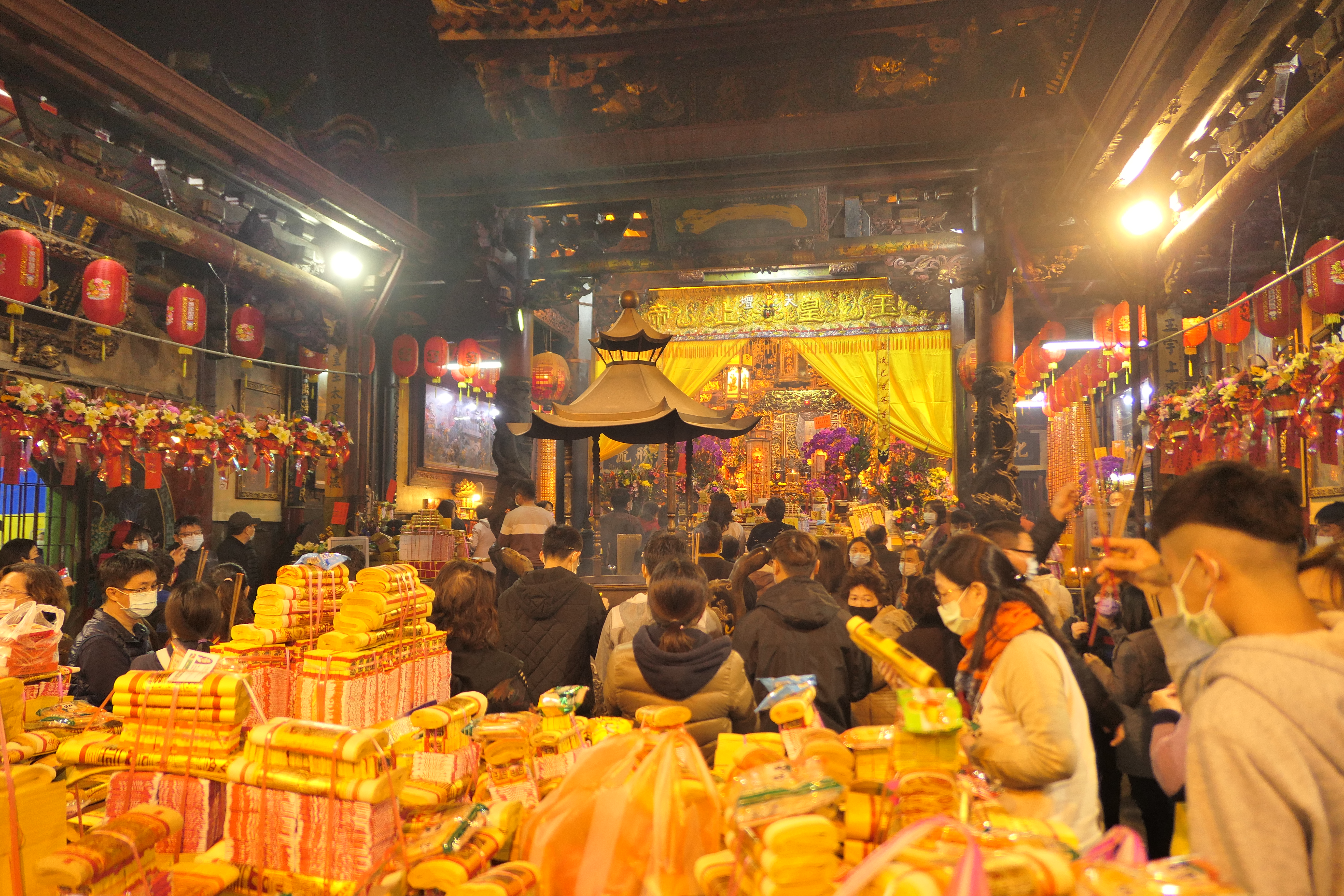
正月初九於天公廟內祭拜玉皇上帝

正月初九為台灣道教行政神中位階最高的神靈天公生的日子，人們會舉行最隆重的祭典。依舊慣，人們慎重其事，正月初八需齋戒、沐浴淨身、著禮服、開啟門戶，守至午夜子時（23時）。
祭天的儀式尤其慎重，因此祭壇、供桌、供品與祭品也格外隆重，因「上天有好生之德」，信徒感念天公之德故禁殺生，不供奉牲禮，皆以素食感恩天公，或以生薑及食鹽代表山珍海味。如欲供奉肉食予隨侍天公的天兵天將者，會在天公桌下設置一張「下桌」。現代人祭拜從簡，除了宮廟與私設神壇，民眾多半省去隆重的三跪九叩禮，僅上香祝禱或行普通跪拜禮，古代需由夜間23時進行到晨間7時的儀式，現代社會在燒金紙、放鞭炮後，即撤供、就寢，大多也在0時至1時。

#### 正月十一請女婿
正月十一請女婿，拜完天公的三牲、糕粿餅果甚多，如果女婿住在家附近，就把女兒與女婿找回家中，再請一頓。正月十二，有些地方，女婿與女兒會準備蓮花金祭拜娘家祖先。

#### 十五元宵

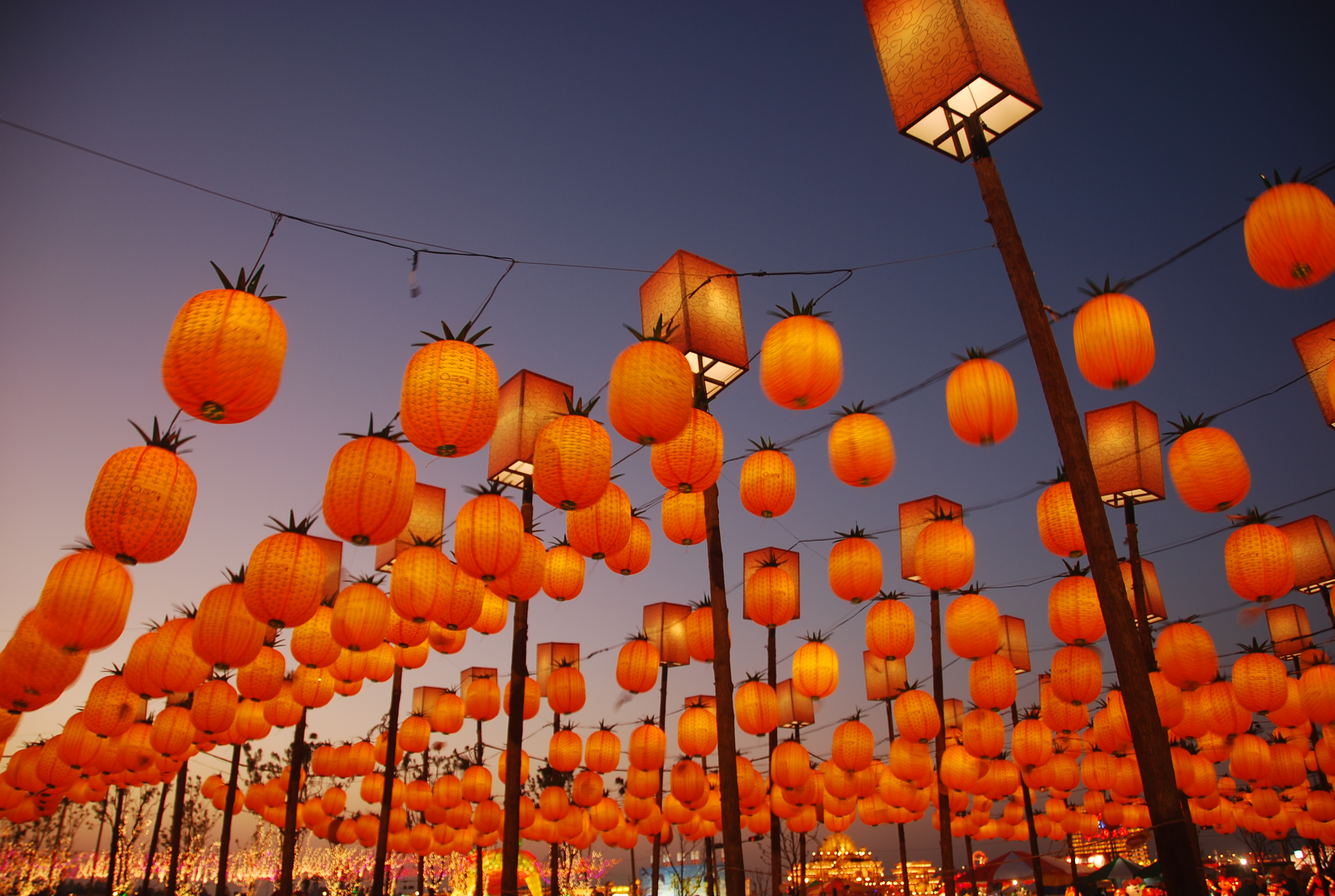
農曆正月十五為上元暝，各地會舉辦盛大的元宵慶典與臺灣燈會。圖中鳳梨造型的「鼓仔燈」，臺灣話音似「旺來」，而被視為吉祥物。

正月十五日的為上元節，又名上元暝、元宵辰、正月半暗晡，為農曆過年中一個重要慶典，盛大規模又被稱為「小過年」。除祭祀道教三界公之天官大帝、攻炮城等宗教科儀外，重頭戲為各地舉行的燈會活動；又以觀光局主辦的臺灣燈會最盛大，每年依生肖製成巨型主燈，成為焦點。各地尚有新北市平溪放天燈、野柳王爺洗港祭儀、苗栗市苗栗龍、臺東市炸寒單爺、臺南市鹽水蜂炮等活動為知名。
台灣元宵節是繼新正後，台灣民間又一盛大的民俗節慶。台灣各地皆有許許多多的繞境、民俗在這一天進行。目前列入文化部國家民俗及有關文物中以元宵習俗最多。台南三山國王廟傳統上有賞水仙花比賽。未婚女子有偷摘其他人家中花木的習俗。但這些習俗在現代已經少見。
在馬祖地區元宵是比除夕、年初一更盛大的慶典，在馬祖的四鄉五島都有擺暝活動。馬祖的元宵節「擺暝」活動長達近一個月，可謂馬祖人真正的過年，即使過年(除夕、年初一)沒回馬祖，元宵期間也會特地回鄉參與擺暝活動。

#### 二十天穿
正月廿十為「天穿日」，客語稱尞天穿、補天穿，相傳這天是客家族群感念神話人物女媧補天的日子。客家後裔在這天「有做無做，寮到天穿過，有賺無賺，總愛寮天穿」。男不耕地、女不織布，讓土地休養，舉行祭天、祈福、食天穿粄與客家傳統遊藝的活動，如「攬腰跤」、「攻炮城」等。天穿日原流傳於新竹縣竹東一帶，中南部的客家人較無相關信俗。2011年至2022年間，天穿日曾被中華民國客家委員會定為「全國客家日」。

#### 春酒

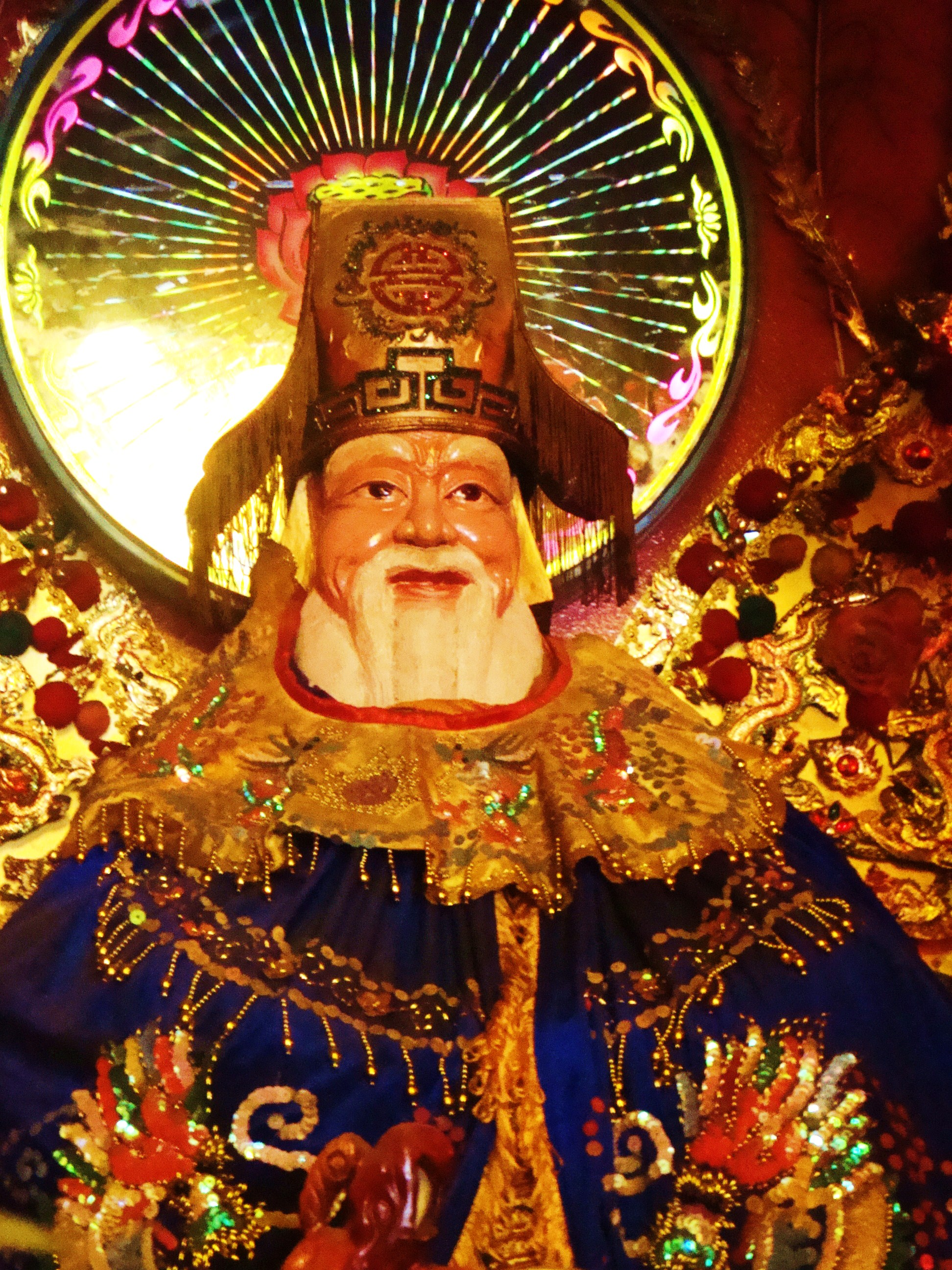
福德正神（土地公）

農曆二月初二為土地公聖誕，人們除了舉行祭祀儀式外，若年前無舉辦尾牙的公司行號，通常選定或擇開工、初九或此週間任一日，舉行同等級的「犒勞宴」。而現今多半稱為喝春酒、請春酒。各地會舉行新春團拜、慰勞，至此日後，廣義的農曆新年才正式結束。

## 年俗遊藝

### 年俗
壓年錢
壓歲錢即「壓年錢」，臺灣話稱「踅年錢」、「硩年錢」，客家話稱「磧年錢」、「矺年錢」、馬祖話稱「軋歲錢」。
古代臺灣人圍爐的原形即在桌下放置一火爐，而延著火爐放置銅錢。用完年夜飯後，由長者分發給一家老小，象徵「有錢過年」。而較正式的發壓歲錢方式為，耆老端坐堂上，接受晚輩叩拜致新年祝辭再發給壓歲錢。古代壓歲錢形制為：將壹佰只銅錢用朱繩綴成一串龍形，掛在床腳、床帳，寓意「長命百歲」。有些是一百二十只銅錢一串，衍伸「食百二」一詞。演變至今，將壓歲錢置於萬年紅紙內，成為紅包，又稱「紅包錢」。
小朋友為了向長輩討紅包，常會說「恭喜發財，紅包拿來」的俏皮語，此句是受香港文化影響。
搶頭香

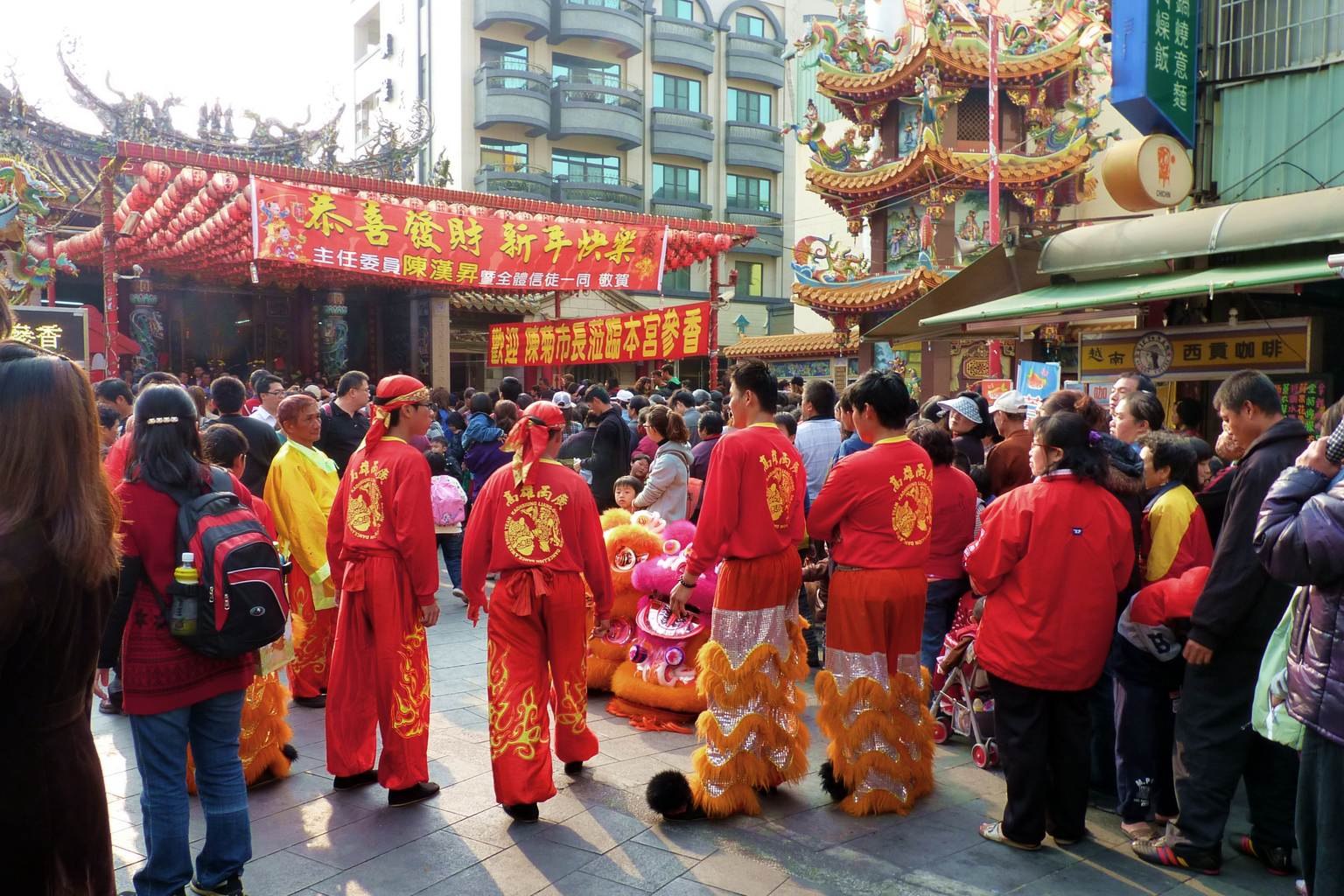
一些廟宇在農曆新年期間會有舞獅

為開正儀式之一。民間相傳在新正年上的第一炷香火能帶來整年的好運，演變至今即是大宮廟的「福開廟門」、「搶頭香」儀式。除夕當晚，廟方會先進行開廟典禮：鐘鼓齊鳴、吹哨角並致祝辭等；子時一到開廟門，供信眾開正。頭香有多種說法：一說只要在子時首批進廟門上香的皆為頭香，或說在新正年期間，自己所上的第一炷香皆為頭香。而每年各地信眾為了搶頭香的熱烈盛況，仍是全國矚目焦點。
博弈遊戲
博弈是正月期間人們視為是餘興節目、消遣玩耍的賭戲。種類有「打麻雀」、「十胡仔」、「撿紅點」、「四色牌」等。早期「打麻雀」僅流行於仕紳階層，農民階層喜愛「博十胡仔」。清治時代臺灣曾禁止博弈，惟在正月期間開放禁令；一時官民同樂，而演變至今，成為過年的獨特風俗。日治時期受到日本新年文化影響，台灣人亦會玩日本的傳統遊戲，如「雙六」等。
賀歲電影
賀歲電影為於年節期間上映的電影，早期香港賀歲片受到歡迎。近年，國片復興運動下帶動片商也紛推出本土出產的賀歲電影，2013年共有五部國片於賀歲檔期上映。目前賀歲檔期共誕生七部票房破億的國片。
新年念謠

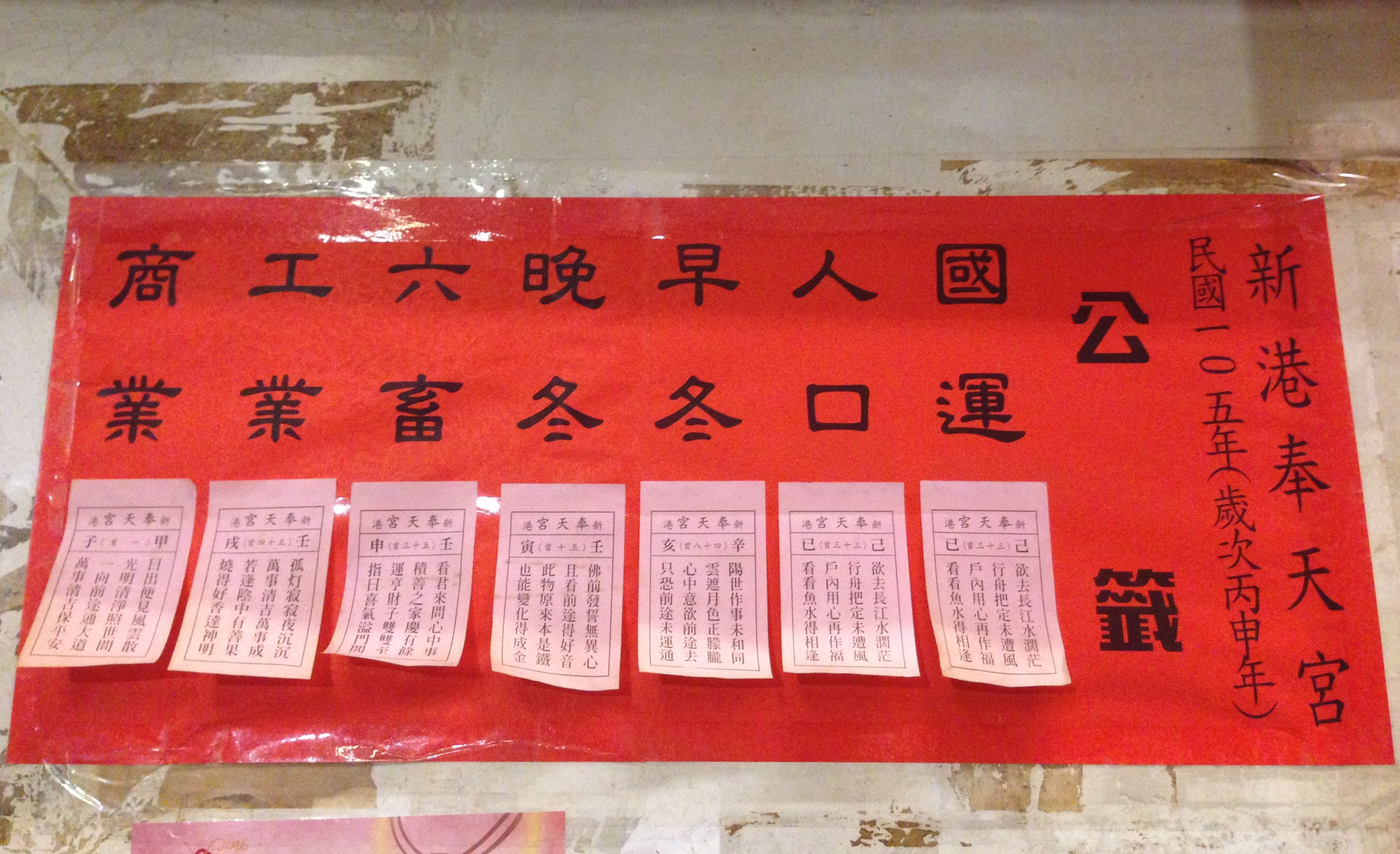
新港奉天宮民國一百零五年國運籤

早期民間教育不普及，人們多透過自行編唱或口耳相傳的「念謠」來紀錄著當時的歲時、習俗與生活方式，臺語《正月調》、《正月正》與客語的《新年謠》便是在此時空背景下流傳下來。現代，人們亦會透過創作，推出融入念謠、俚語與俗諺的新年謠，如《台灣出甜粿》、《快樂臺灣年》與《過新年》等。
- 臺灣話正月調[73][74][75][76]

初一早，初二巧，初三睏佮飽，初四接神，初五隔開，初六挹肥，初七七元，初八完全，初九天公生，初十有食食，十一請囝婿，十二查某囝轉來拜，十三泔糜配芥菜，十四結燈棚，十五上元暝。

- 客家話新年謠[77][78][79][80]

年到初二，食乘把膩膩；年到初三四，人客來來去；年到初五六，有酒又無肉；年到初七八，家家捧粥缽；年到初十邊，依舊同仙般；年到十五六，食了剩餘肉，耕的耕，讀的讀。

- 抽靈籤

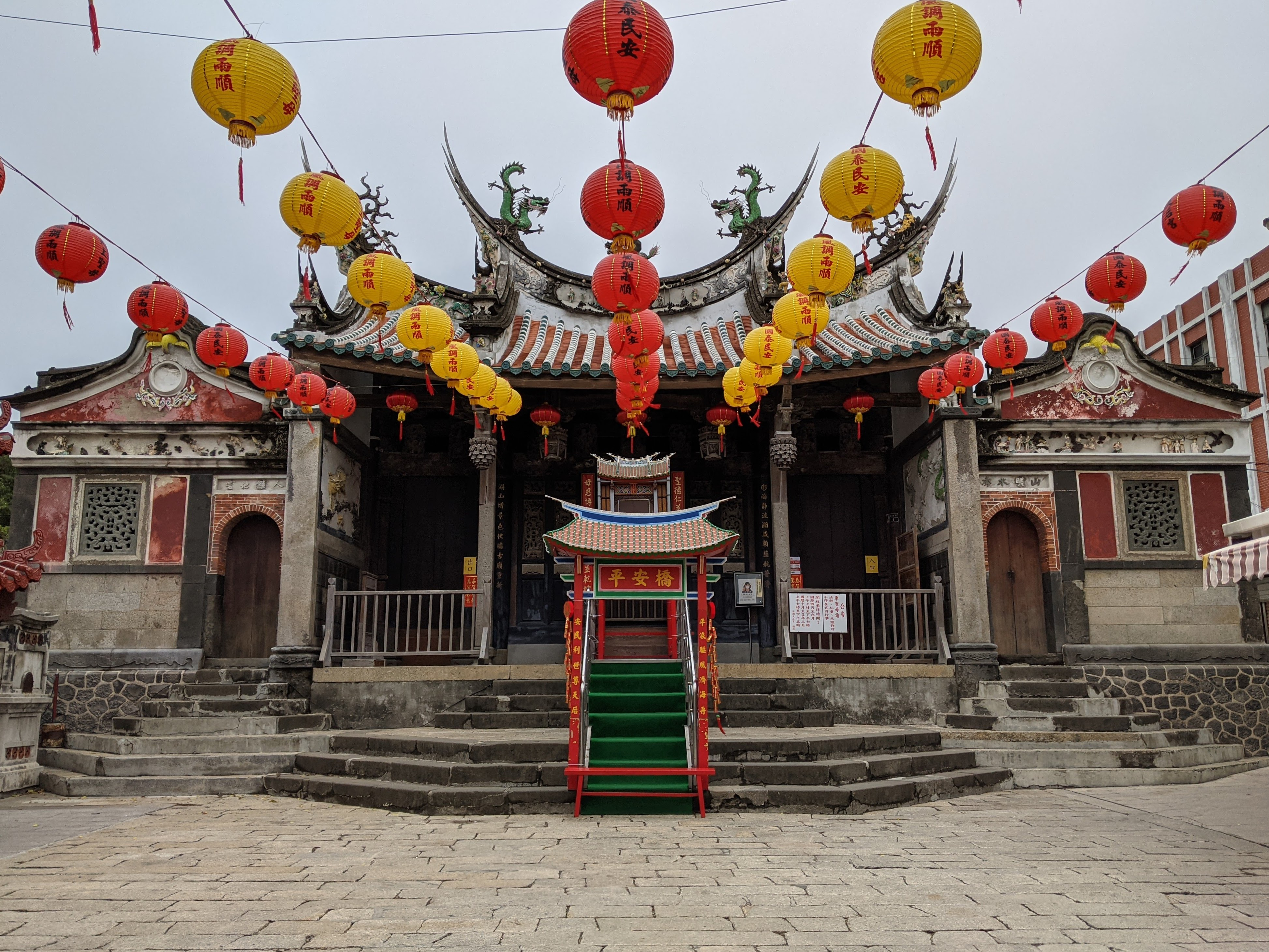
澎湖馬公天后宮於年節間設置平安橋供香客行香、改運。

新正年期間各地主境廟宇均有請示神明或用扶鑾的儀式，為抽出靈籤、預卜境內「海瓜豆稻」等行業、運勢的習俗。計有「月籤」、「四季籤」、「公籤」、「行業籤」等。近年多半被媒體訛傳為「國運籤」。臺北大龍峒保安宮於1998戊寅年抽出的國運籤詩中，出現當時前後兩任總統的姓名漢字，而引發熱議。
- 安太歲、光明燈、平安橋

為台灣民間信仰中的祈福儀式。在新春時期，人們會將當年度犯太歲的家庭成員之生辰八字拿去宮廟中進行安太歲或點光明燈。民間信仰認為「太歲當頭坐，無喜必有禍」；因此若有當年度生肖對沖或偏沖者，為求趨吉避凶、消災解厄則習慣「安太歲」，以求來年平安順遂。而不論佛教的「燃燈供佛」或是安光明燈，皆有著祈願平安、運勢光明的涵義。人們會將自己的生辰資料安於光明燈上，每月初一十五由廟方誦經以求平安。「平安橋」為民間信仰中的祈福儀式，相傳走過七星平安橋，可以改運、保平安。

### 鄉土民俗
| 名稱                       | 寫真 | 種類 | 概述 | 所在地                 | 文資登錄     |
| -------------------------- | ---- | ---- | --- | ---------------------- | ------------ |
| 尾期避債戲                 |      | 風俗 | 舊時年關封帳，為躲避債主，欠債人如躲至廟埕中觀賞通宵達旦的「避債戲」，債主不得討債。如續討債，債主會被現場觀眾毆打。 | 台灣                   |              |
| 跳火盆                     |      | 遊藝 | 舊時圍爐完，家族於廳門前燃燒穗頭向著家內的稻草、甘蔗粕的火盆；由老至幼，面朝正廳跳過火盆的遊藝。跳躍時，口誦如：「跳火盆飼豬較大船」、「過火氣百般都不畏。」等台語祝詞。                                                         | 台灣                   |              |
| 法鼓山除夕撞鐘彌陀法會     |      | 信仰 | 在佛教法會中，有藉叩鐘偈的願力，以破除108種煩惱、祈求眾生成等正覺的儀式。法鼓山所鑄法華梵鐘，2007年起舉行除夕撞鐘彌陀法會。 | 新北市金山區           |              |
| 長福巖清水祖師聖誕祭典     |      | 信仰 | 長福巖祖師公聖誕祭典活動由七股姓氏輪祀，並發展出華麗的神豬祭祀、「分福」等宗教科儀與民間藝術。 | 新北市三峽區等七股聚落 | 國定民俗     |
| 竹山社寮紫南宮借金         |      | 信仰 | 二戰後百業待興，社寮紫南宮以扶助鄰里之意，於農曆正月十五、十六兩天，開放社寮居民祈求「福德金」週轉，至今發展為「借金生財」之文化。                                                                                               | 南投縣竹山鎮           | 國定民俗     |
| 東山碧軒寺迎佛祖暨遶境     |      | 信仰 | 台南東山人為飲水思源、感念觀音佛祖庇佑，訂每年農曆十二月二十三號年底徒步將開基祖佛正二媽護送至關仔嶺與碧雲寺「過年」，至正月初十再徒步迎回碧軒寺。「迎佛祖」始於1844年、仍保存台灣原始祭典型態，2011年被授證為國定無形文化資產。 | 台南市東山區、白河區   | 國定重要民俗 |
| 鹿耳門天后宮送迎神儀典     |      | 信仰 | 保留農曆十二月廿四日送神、封印、初四接神、官式三獻禮儀式等安平古禮俗。 | 臺南市安南區           | 國定民俗     |
| 瀰濃永安庄伯公福廠入年駕祭典 |      | 信仰 | 為美濃各地「春祈秋報」中，唯一因無伯公壇，僅有在新正至元宵間搭建「伯公廠」以舉辦「入年駕」儀式的客庄。由福首請迎合境的土地伯公入壇的「滿年福」至正月元宵節「新年福」卸壇之一系列傳統風俗。                                         | 高雄市美濃區           | 國定民俗     |
| 美濃廣善堂送字紙灰祭典     |      | 信仰 | 正月初九舉行「迎聖蹟字紙祭」，廣善堂聖蹟會人員收集各敬字亭和廣善堂一年來的金香灰和字紙灰，依古禮恭迎聖蹟，婦孺肩挑「字簍」和「紙灰」，遊行至美濃溪。在祭拜河伯水官與誦經法會後，將字紙灰送進溪水以求來年農作豐壤。               | 高雄市美濃區           | 國定民俗     |
| 六堆義民爺春祭             |      | 信仰 | 六堆以「忠勇公」義民爺信仰為中心，每年舉辦春秋兩大傳統祭儀，以表對於先祖拓墾護土之崇敬。 | 屏東縣竹田鄉等六堆聚落 |              |
| 昭應宮送神暨筅黗祭儀       |      | 信仰 | 農曆十二月二十四日，昭應宮廟方會舉行送神與清黗儀式。備葷、素兩種供品各四大碗、四中碗和八小碗，各有十六碗等以送神。主祭官著法服斗笠、手執竹筅掃除殿宇，並以清香腳、香爐、篩香灰為三大老清黗，待至正月初四再舉辦接神儀式。         | 宜蘭縣宜蘭市           |              |

### 新年假期
年假
每年的新春假期由行政院人事行政總處公告為準。每年放假日期需對照民曆記事：假期從農曆小年夜至正月初三，共五天。若小年夜至正月初三遇到星期六或星期日，則正月初四、正月初五補假。以新曆2013年歲次癸巳為例：除夕（2月9日）及正月初一（2月10日）正為星期六、星期日，因此正月初四（2月13日）、正月初五（2月14日）納入連續假期。
2025年以前，雖法定的新年假期係從除夕當天開始，不過有些企業基於行業別與員工返鄉疏運之需求，於除夕前一日的「小年夜」便開始實施公假，甚或在小年夜之前便開始放假。
新春疏運
每年過年返鄉或是年節走春、回娘家、省親，均會造成國道高速公路、省道等，湧現大量返鄉車潮。民眾會利用自小客車、臺鐵、高鐵、長途客運甚至是飛機、輪船等交通工具返鄉。高公局皆會在正式進入春節疏運前，提出當年度的疏運措施，規定國道的收費、封閉與高乘載時段等計畫。

## 文學諺語
| 漢詩 - 賴和《壬戌元旦試筆》 辛盤卯酒作新正，一夜東風春滿城。 但願世間無疾病，不愁餓死老醫生。 - 鄭大樞《台灣風物吟》 紙馬幢幡送灶神，山肴野蔬雜前陳； 廚門長幼交羅拜，頻祝休言辣臭辛。 | - 尤瑞曾《送神》 祖餞惟憑一柱香，明神行色太倉皇， 重來十日原堅約，拭目翹看下佛堂。 走馬神圖化一張，鞠躬頂禮手焚香， 凡間大小諸靈聖，應合悠悠上九蒼。 - 陳朝龍《新年》 歲時遺俗紀元正，連日家家爆竹聲， 都為新年添采氣，呼么喝六滿春城。 |

四句聯仔
| - 佚名《常見四句聯》 炮聲一響迎新正，燈燭輝煌明如鏡，開門大吉在厝企，金銀才報送歸廳。 新年元旦爆竹聲，敲鐘擂鼓賀新正，玉女金囝得人疼，囝孫金榜皆提名。 春滿乾坤萬項有，天官賜福應人求，天增歲月人增壽，祝福五穀大豐收。 鼓吹八音鬧呵呵，祝福新年景氣好，男女老幼滿街侳，逍遙自在樂陶陶。 炮聲連響響連天，士農工商過新年，恭祝家家大發展，男女老幼齊康健。 | - 佚名《常見四句聯》 新年元旦爆竹聲，敲鐘擂鼓賀新正。玉女金囝得人疼，囝孫金榜皆題名。 新郎車門扑開開，金銀財寶歸大堆。新娘囝婿行出來，生囝生孫中秀才。 - 佚名《常見四句聯》 鄉親歡喜過新年，新正開門揣吉時；開門大吉笑微微，大吉大利大如意。 親情朋友拜新年，恭喜祝福大趁錢。事事項項攏齊備，向望歲壽食百二。 |

俗諺
| - 冬至、尾牙 「食尾牙面憂憂，食頭牙蹺腳撚嘴鬚。」 「冬節佇月頭，烏寒佇年兜；」 「冬節月中央，無雪佮無霜；」 「冬節佇月尾，欲寒正二月。」 - 年兜（歲末年關） 「囡仔愛過年，大人驚開錢。囡仔愛年兜，大人亂糟糟。」 「大人煩惱無錢，囡仔歡喜過年。」 「有錢日日節，無錢節節空。」、「有欠過日，無欠過年。」 「新年頭，舊年尾。」、「年若年，節若節。」、「搶年搶節。」 「有錢就好過年，無錢年過就好。」 「散兇人囝望過年，好額人新婦望後生。」 - 清黗（大掃除） 「大拼厝，才會富。」 「插香鬆，趁錢嘛輕鬆。」 - 祭祀犧牲（供品） 「做雞做鳥無了時，趕緊過去後出世，出世富貴人囝兒，毋免閣再做禽牲。」 | - 送神、接神 「送神風，接神雨。送神早，接神晚。」 「廿四送神，廿五挽面。」 - 二九暝（除夕） 「分未平，拍到二九暝」、「二九暝，誤了大事。」 - 新正（元旦） 「年年春，年年富，年年起大厝。」 「過年較緊，過日較僫。」 「正月正，媒人毋出廳。」 「清明無轉厝無祖，過年無轉厝無某。」 - 初一食素 「初一早吃齋，恰贏食一年菜」 - 轉外家（歸寧） 「有父有母初二三，無父無母湊擔擔。」 「古早婦人返外家，新正二三夫相陪； 若無父母無人揣，櫸頭看日日落西。」 |

## 外部連結
- 民俗亂彈 追溯一段臺灣人神相挺的古老故事 （页面存档备份，存于）
- 台灣年的由來：沉島傳說 林茂賢老師 演講 （页面存档备份，存于）
- 拓展台灣數位典藏計劃：臺灣歲食記
- 台灣民俗文化研究室：從「沉地」傳說談台灣年俗（页面存档备份，存于）
- 臺灣節慶之美
- 國情介紹：傳統節慶 （页面存档备份，存于）